# روان‌شناسی سلامت
روانشناسی سلامت - بالینی به مطالعهٔ فرایندهای رفتاری و روان شناختی در هنگام سلامت، بیماری و مراقبت سلامت می‌پردازد. این علم معطوف به درک این نکته است که چگونه عوامل فرهنگی، رفتاری و روان شناختی باعث سلامت یا بیماری جسمی می‌شود. این شاخه از علم به مطالعات بین رشته‌ای بین علم پزشکی، تغذیه، جامعه‌شناسی و غیره می‌پردازد. این حیطه از علم روانشناسی به تأثیرات متقابل سلامت جسم و روان بر یکدیگر پرداخته و تأکید بر این که عوامل روان شناختی می‌تواند به‌طور مستقیم بر سلامت جسم اثرگذار باشد و برعکس. برای مثال، عوامل استرس زای محیطی که غالباً رخ می‌دهد، به صورت تجمعی بر محور آدرنال-غدهٔ هیپوفیز- هیپوتالاموس اثر می‌گذارد، به مرور زمان، می‌تواند به سلامت آسیب وارد نماید. عوامل رفتاری هم می‌تواند بر سلامت شخص اثر بگذارد. برای مثال، رفتارهای خاص می‌تواند، به مرور زمان، آسیب وارد کند (مصرف دخانیات، سوء مصرف مشروبات الکلی) یا ارتقا دهندهٔ سلامت باشد (ورزش، رژیم غذایی سالم). روان شناسان سلامت یک رویکرد روان شناختی زیستی اجتماعی را اتخاذ می‌کنند. یکی از مهمترین خدمات روانشناسان آموزش‌های روانشناختی برای تغییر سبک زندگی بیماران شان است. از مهمترین آن الگوها و سبک های زندگی سبک تغذیه می‌باشد، روانشناسان سلامت با ارائه الگو و سبک تغذیه ای سالم به مراجعان خود کمک حرفه ای می‌نمایند تا به کمک اصلاح الگوی تغذیه خود به سلامت پایدار روان و جسم دست یابند. به عبارت دیگر، روان شناسان سلامت، سلامت را علاوه بر این که مربوط به فرایندهای زیست شناختی (برای مثال، ویروس، تومور و غیره) می‌دانند، بر عوامل روانی اجتماعی نیز تأکید دارند. روانشناسان سلامت با مداخلات تخصصی برای تغییر سبک زندگی مراجعhن یا بیماران روی الگوی غذایی سالم نیز کار می‌کنند. رویکرد و الگوی زیستی- روانی- اجتماعی همچنین به عوامل روان شناختی (مانند افکار و اعتقادات)، رفتاری (مثلاً عادات)، و فرایندهای اجتماعی (مانند قومیت و وضعیت اقتصادی اجتماعی) هم مربوط می‌دانند.
با درک عوامل روان شناختی که ممکن است بر سلامت اثرگذار باشد، و با استفاده از این علم به صورت سازنده، روانشناسان سلامت می‌توانند سلامت را با کار مستقیم با بیماران یا به‌طور غیرمستقیم در برنامه‌های سلامت عمومی در مقیاس بزرگ بهبود بخشند. به علاوه، روانشناسان سلامت می‌توانند در آموزش دیگر متخصصان مراقبت سلامت مشارکت نمایند (برای مثال، پزشکان و پرستاران) جهت منتفع شدن از دانشی که این علم هنگام برخورد با بیماران به وجود آورده‌است. روانشناسان سلامت همگام با دیگر متخصصان در کلینیک‌ها و بیمارستان‌ها، مراکز سلامت و بهداشت عمومی که در مقیاس بزرگ بر روی برنامه‌های ارتقاء سلامت و تغییر رفتار مشغول بکارند، و در مراکز و دانشگاه‌های علوم پزشکی جایی که آن‌ها به تدریس پرداخته و پژوهش‌ها را انجام می‌دهند به ایفای وظیفه می‌پردازند.
اگرچه بارقه‌های اولیه این علم را می‌توان در رشتهٔ روانشناسی بالینی جستجو کرد، چهار گرایش مختلف در روانشناسی سلامت و یک رشته مرتبط، روانشناسی سلامت شغلی(OHP)، در گذر زمان تکامل یافته‌اند. چهار گرایش شامل روانشناسی سلامت بالینی، روانشناسی سلامت عمومی، روانشناسی سلامت جامعه و روانشناسی سلامت انتقادی هستند. سازمان‌های حرفه‌ای و تخصصی در خصوص بخش روانشناسی سلامت شامل بخش ۳۸ انجمن روانشناسی آمریکا انجمن روان‌شناسی آمریکا (APA)، بخش روانشناسی سلامت انجمن روانشناختی بریتانیا (BPS) و جامعهٔ روانشناسی سلامت اروپا هستند. مرکز تآیید صلاحیت پیشرفته در آمریکا به عنوان یک روانشناس سلامت بالینی از طریق انجمن روانشناسی حرفه‌ای آمریکا فراهم می‌گردد.

## کاربردها
بهبود ارتباط پزشک و بیمار
انسان متشکل از جسم و روان می باشد، انسان سالم روان و جسمی سالم دارد، یکی بدون دیگری ممکن نیست! به طوری که برخی ناهنجاریهای روانی و رفتاری  یا بیماریهای روانی در صورت عدم درمان می توانند باعث بروز بیماریهای جسمانی شوند و بالعکس یعنی بیماری جسمانی خاصی باعث به وجود آمدن بیماری روانی نیز گردد، به طور مثال بیمار قلبی عروقی که پس از شروع علائم بیماری خود و نگرانی از پیامدهای احتمالی بیماریش به تدریج غمگین ناامید و آزرده خاطر شده و این حالات هیجانی با گذشت زمان در او تبدیل به اختلالات افسردگی و اضطرابی می کردد، در چنین وضعیتی بیمار قلبی پس از تشخیص و شروع درمان از طرف متخصصی قلب و عروق به  متخصص روانشناسی سلامت ارجاع داده می شود تا خدمات مشاوره و روان درمانی را دریافت نموده و بتواند با بیماری خود بهتر کنار آمده و درمانی کامل و موفق دریافت نماید، بیماری که مبتلا به سرطان شده نگران و مضطرب از نحوه درمان و پیامدهای  آن می باشد فرزند همسر و یا نزدیکانش نیز با این اتفاق دچار بحران روانشناختی شده اند، متخصص مربوطه به موازات درمان سرطان بیمار، او و یا نزدیکانش رو به متخصص روانشناسی سلامت ارجاع می دهند، در زمینه پیشگیری نیز روانشناسان سلامت بسیار می توانند نقش داشته باشند افرادی که از نظر ژنتیکی مستعد چاقی، حمله قلبی، دیابت و … هستند را با تحت پوشش قرار دادن و ارائه خدمات مشاوره و روانشناسی به آنها کمک می نمایند تا با اصلاح سبک زندگی، تغذیه، ورزش، خواب تغییر بنیادین فکری و رفتاری از ابتلا به بیماری و ناتوانی های جدی پیشگیری شود.
روان شناسی سلامت - جلد دوم - ~جین اگدن، محسن کچویی (مترجم)
```
روانشناسی سلامت ~آنتونی جی کورتیس، شهناز محمدی (مترجم)
روان شناسی سلامت ~جین اگدن، محسن کچویی (مترجم)
مفاهیم کلیدی در روان شناسی سلامت ~آی آلبری، مارکوس مونافو، محدثه کاکوجویباری (مترجم)، احمد علیپور (مترجم)
روان شناسی و ارتقای سلامت ~پائول بنت، سیمون مورفی، عبدالعزیز افلاک سیر (مترجم)، ندا گلشنی (مترجم)
```

بهبود پایبندی به توصیه‌های پزشکی
راه‌های اندازه‌گیری پایبندی
مدیریت درد
نقش‌های روانشناس سلامت

## آموزش
متخصصین روانشناسی سلامت در ایران پس از پایان تحصیل در مقطع کارشناسی ارشد در یکی از گرایشهای روانشناسی و یا معمولا سایر رشته های علوم پزشکی با شرکت در آزمون یا کنکور ورودی و انجام مصاحبه علمی تخصصی و قبولی در آن مراحل شروع به تحصیل در مقطع دکتری تخصصی روانشناسی سلامت به مدت ۵ الی ۷ سال می نمایند، این متخصصین نیزبه عنوان کادر درمان در مراکز بهداشتی و درمانی مشغول به تحقیق، پژوهش و درمان می شوند، این متخصصین آموزش می بینند تا بر روی سلامت روان بیماران مزمن جسمانی کار کرده و فرایند درمان بیماریهای جسمانی این بیماران را با حفظ و ارتقا سلامت روان تسریع و تسهیل نمایند.
```
کتاب روان شناسی سلامت
```

ادوارد سارافینو، الهه میرزایی